# Woman-Wise
Woman-Wise is een Amerikaanse misdaadfilm uit 1937 onder regie van Allan Dwan.

## Verhaal
De sportverslaggever Tracey Browne komt erachter dat zijn collega Stevens samen met de bokspromotor Richards een zwendel op touw heeft gezet, waar vooral uitgerangeerde boksers het slachtoffer van zijn. Tracey stelt hun praktijken aan de kaak in de krant. Hij werkt ook samen met Alice Fuller om de zoon van de eigenaar van zijn blad in de gaten te houden. Stevens en Richards gebruiken die zoon om Browne te treffen.

## Rolverdeling
| Acteur          | Personage     |
| --------------- | ------------- |
| Rochelle Hudson | Alice Fuller  |
| Michael Whalen  | Tracey Browne |
| Thomas Beck     | Clint De Witt |
| Alan Dinehart   | Richards      |
| Douglas Fowley  | Stevens       |
| George Hassell  | John De Witt  |
| Astrid Allwyn   | Carson        |
| Chick Chandler  | Bob Benton    |
| Pat Flaherty    | Duke Fuller   |